# Kymlingelänken

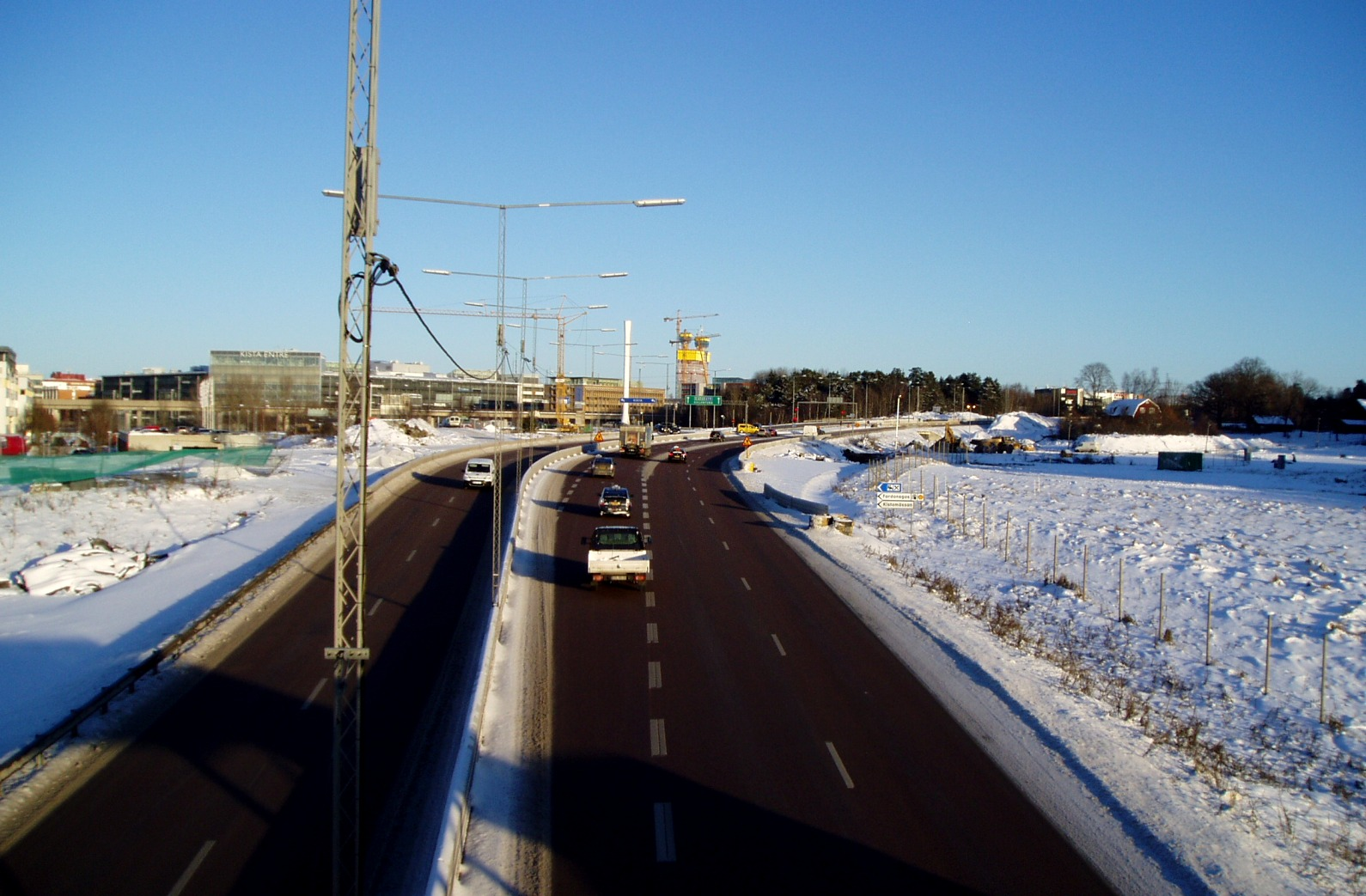
Kymlingelänken under anläggning, november 2010. Till höger syns Kymlinge gård, rakt fram Victoria Tower och till vänster Kista entré.

Kymlingelänken är en del av E18 vid Kista i norra delen av Stockholm. Sträckan är klassad som motorväg.
Namnet Kymlingelänken härstammar från Kymlinge gård och närliggande Sundbybergstadsdelen Kymlinge, vilka i sin tur fått sina namn från Kummelby. Kymlingelänken bör således uttalas med hårt k-ljud.

## Sträckning
Kymlingelänken går från Trafikplats Kista i Sollentuna kommun (vid Silverdal), där E18 lämnar E4 via Trafikplats Ärvinge till Trafikplats Rinkeby. Kymlingelänken ansluter även till länsväg 279 Ulvsundaleden vid trafikplats Rinkeby.

## Historia
I början av 1970-talet byggdes Kymlingelänken som en del av den då aktuella Inre tvärleden. Den var en trafikljusreglerad fyrfältsväg och utgjorde en del av länsväg 279. Vägen blev med åren alltmer tätt trafikerad och led av kapacitetsbrist vid rusningstid med köer som följd. Anslutningen till E18 skedde via det s.k Rinkebykorset som var en trafikljusreglerad, tungt trafikerad korsning. I andra änden anslöt Kymlingelänken till E4 vid dåvarande trafikplats Kista samt till Helenelund via Torshamnsgatan. Kymlingelänken är sedan 2013 ombyggd till motorväg och utgör en del av E18.

## Bilder

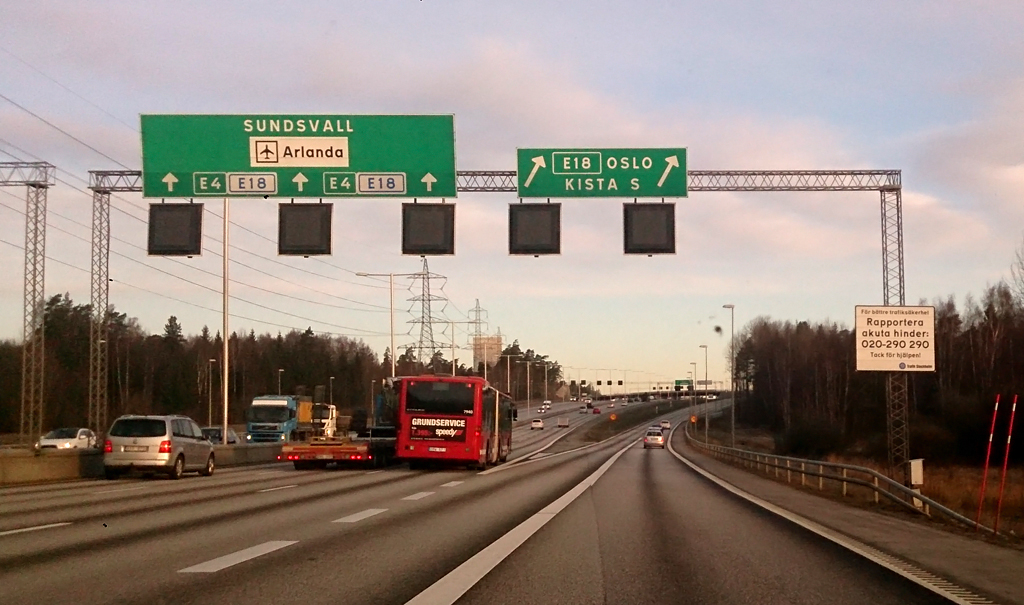
E18 Kymlingelänken svänger här av E4:an norrut vid nybyggda motorvägstrafikmotet, trafikplats Kista, mars 2014
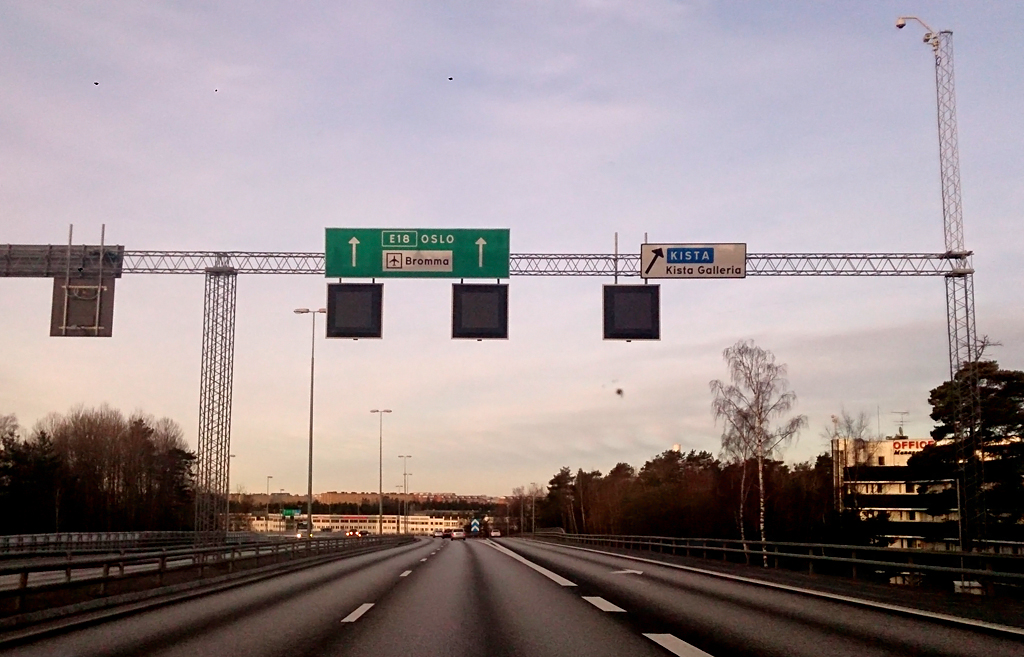
Trafikplats Ärvinge vid E18, Kymlingelänken västerut i höjd med Kista, mars 2014
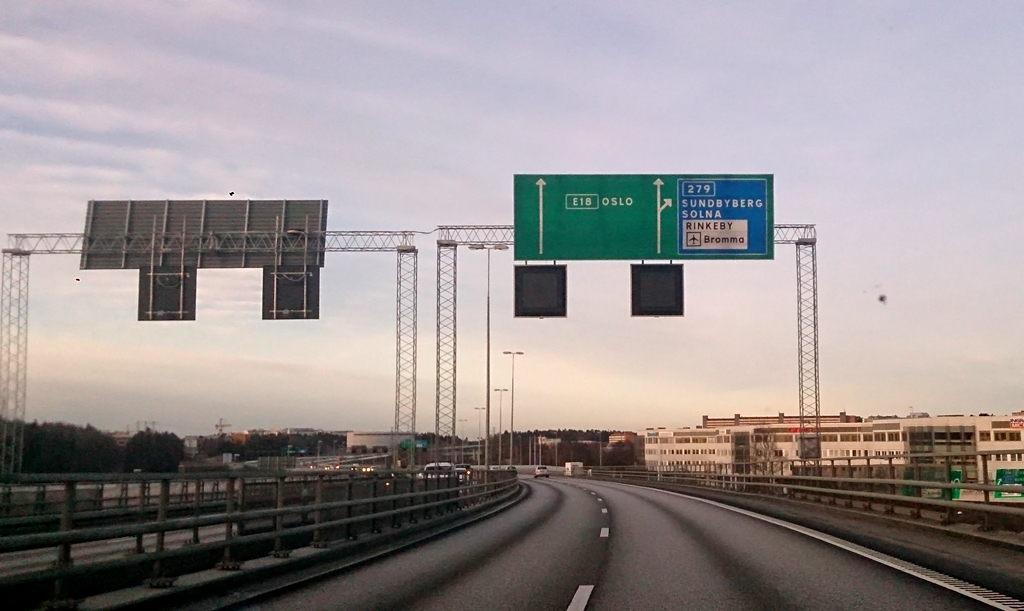
Trafikplats Rinkeby där E18 och länsväg 279 Ulvsundaleden möts, mars 2014